# Rubus leightonii
Rubus leightonii är en rosväxtart som beskrevs av Edwin Lees och William Allport Leighton. 
Rubus leightonii ingår i släktet rubusar, och familjen rosväxter. Inga underarter finns listade i Catalogue of Life.